# Philip Hopkins
Pour les articles homonymes, voir Hopkins.
Philip Hopkins, né le 31 janvier 1880 à Pontardawe et mort le 6 septembre 1966 à Swansea, est un joueur de rugby gallois, évoluant au poste d'ailier pour le pays de Galles.

## Carrière
Né à Pontardawe, Philip Hopkins honore sa première sélection le 12 décembre 1908 contre l'Australie et sa dernière contre l'Angleterre le 15 janvier 1910. Il joue quatre matches. Il participe à la Triple Couronne en 1909.

## Palmarès
- Victoire dans le Tournoi britannique de rugby à XV 1909

## Statistiques en équipe nationale
- Quatre sélections pour le pays de Galles.
- 3 essais
- Sélections par année : 1 en 1908, 2 en 1909, 1 en 1910.
- Participation à un tournoi britannique en 1909.
- Participation à un Tournoi des Cinq Nations en 1910.